# Astropyga radiata

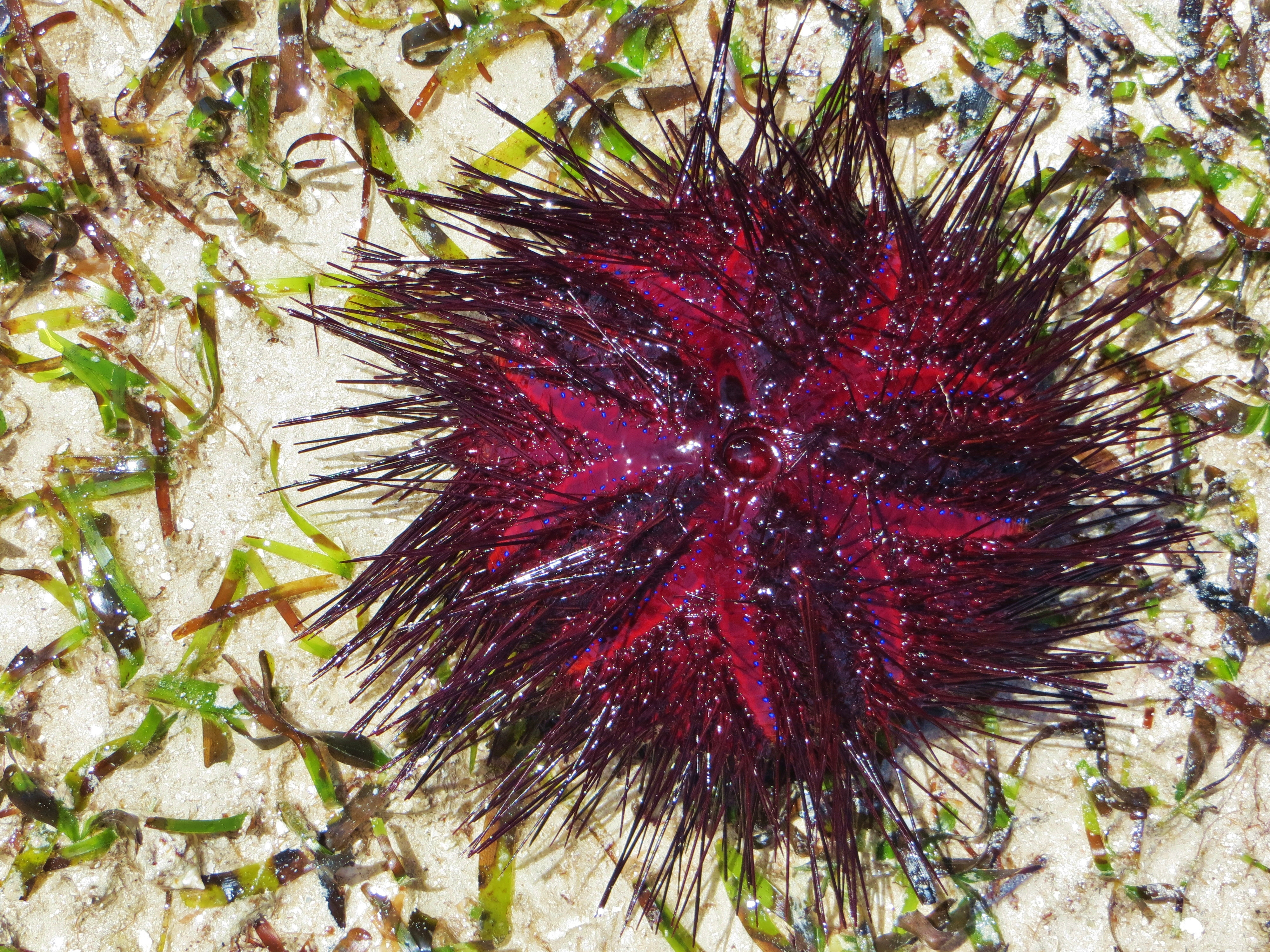
Um espécime vermelho emerso durante a baixa-mar na costa do Quénia. A espécie pode viver em águas pouco profundas da zona entremarés, correndo o risco de dessecação por exposição excessiva ao ar durante a maré vazia.

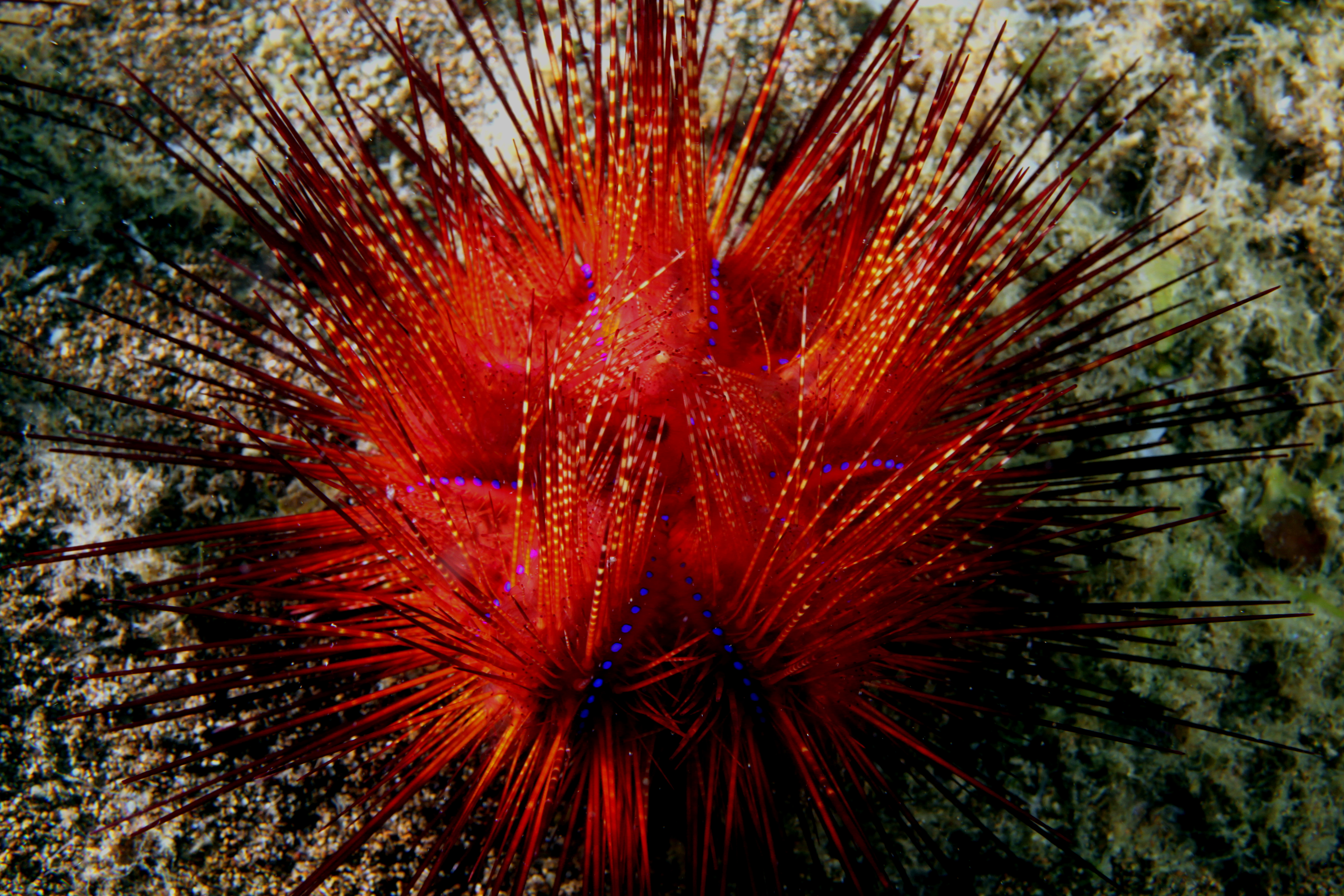
A. radiata juvenil, mostrando as bandas horizontais escuras nos espinhos (Filipinas).

Astropyga radiata (Leske, 1778) (do grego: astro, "estrela" + pyga "ânus"; e do latim: "radiata", "radiante"), conhecido pelo nome comum de ouriço-de-fogo, é um ouriço-do-mar da família Diadematidae. Com distribuição natural nos fundos arenosos de baixa profundidade das regiões tropicais do Indo-Pacífico, é uma das maiores (até 20 cm de diâmetro) e mais vistosas espécies de ouriço-do-mar das formações coralinas. A espécie não apresenta valor comercial conhecido.

## Descrição
Astropyga radiata é uma espécie de ouriços-do-mar de grandes dimensões, com testas com até 20 cm de diâmetro, ligeiramente achatadas na face aboral (superior), que por vezes é mesmo ligeiramente côncava, e longos espinhos com até 5 cm de comprimento. Apresenta uma coloração predominantemente vermelho escura (de onde deriva o nome comum de ouriço-de-fogo), embora ocorram espécimes numa gama de cores que vai do bege ao negro, passando por numerosos matizes de violeta, de vermelho e de laranja.
Os espinhos agrupam-se em cinco tufos verticais, deixando em geral aparecer entre eles cinco zonas livres de espinhos em forma de V, correspondentes às placas interambulacrais. Estas zonas livres de espinhos são vermelhas, marginadas por pontos de coloração azul iridescente, muito luminosos mas não bioluminescentes, formando uma mancha em forma de "estrela", centrada na abertura anal, que lembra uma cruz de Malta de 5 ramos colorida de um vermelho profundo. Os espinhos são ocos, longos e finos, podendo ter várias cores nos adultos, predominando contudo as colorações que vão do vermelho acastanhado ao roxo e ao castanho escuro. São de dois tipos, os mais longos servindo para a locomoção e os mais curtos para a defesa, estes últimos equipados com glândulas produtoras de veneno.
A papila anal é proeminente, castanha com a extremidade escura, facilmente visível sobre a face aboral, com uma coloração geralmente próxima daquela que está patente na "estrela" da área interambulacral.
Os juvenis são geralmente de coloração vermelha mais clara, por vezes esbranquiçados, característica que pode persistir em certa medida nos adultos, explicando a presença de indivíduos vermelhos ou mesmo beges. Os espinhos dos juvenis apresentam bandas transversais escurecidas, característica que por vezes persiste na idade adulta.

## Distribuição e habitat
Astropyga radiata tem distribuição natural nas regiões tropicais do Indo-Pacífico, desde as costas orientais da África até ao Hawaii e às costas da Austrália. É um animal comum em regiões onde as pradarias submarinas no fundo das lagunas são frequentes.
Tem como habitat preferencial os fundos de substrato arenoso recobertos por gramíneas submarinas das baías abrigadas e das lagunas coralinas, mas também ocorre nas taludes submarinos externos das barreiras de coral que formam os atóis, sobre substratos de cascalho formado por detritos de coral. A espécie ocorre entre os 0 e os 70 m de profundidade, mas é mais frequente entre os 10 e os 30 m de profundidade, tendendo a formar localmente agregados densos.

## Biologia e ecologia
Astropyga radiata tem hábitos alimentares predominantemente nocturnos, alimentando-se principalmente de algas. A boca está situada no centro da face oral (inferior), sendo rodeada por cinco fortes dentes inseridos numa bem desenvolvida lanterna de Aristóteles. A espécie tem sensibilidade à luz e posiciona os espinhos em direcção a um objecto que se aproxime.
Os sexos são separados, com os indivíduos fêmeas e machos libertando ovos e esperma para a coluna de água, onde ocorre a fertilização externa. Após a fertilização ocorre a eclosão das larvas, que são planctónicas e percorrem um processo de desenvolvimento que atravessa diversos estágios antes de se deixarem depositar sobre o fundo, onde por metamorfose se transformam em ouriços juvenis.
A espécie é um elemento importante da ecologia dos fundos ode ocorre, desenvolvendo associação com crustáceos e peixes, havendo algumas espécies cuja ocorrência depende da presença de Astropyga radiata. Entre estas espécie estão os camarões comensais das espécies Periclimenes hirsutus e Stegopontonia commensalis e o caranguejo da espécie Zebrida adamsii. Outra espécie de caranguejos, Dorippe frascone, é um simbionte que transporta o ouriço sobre o seu dorso. Os juvenis de algumas espécies de peixes vivem entre os espinhos de Astropyga radiata, entre os quais os juvenis de Lutjanus sebae (um tipo de peixe-imperador),  de Apogonidae (peixes-cardeal) e de Dendrochirus zebra (peixe-zebra).
A espécie produz um veneno que injecta através dos seus espinhos mais curtos. Apesar disso, não é perigosa para os humanos, sendo contudo dolorosa a picada. Sendo um animal com coloração viva, bem visível, são raros os acidentes. A beleza do animal leva a que seja um dos favoritos na fotografia subaquática e seja utilizado em aquariofilia (embora requeira cuidados especializados não acessíveis a amadores).

## Galeria

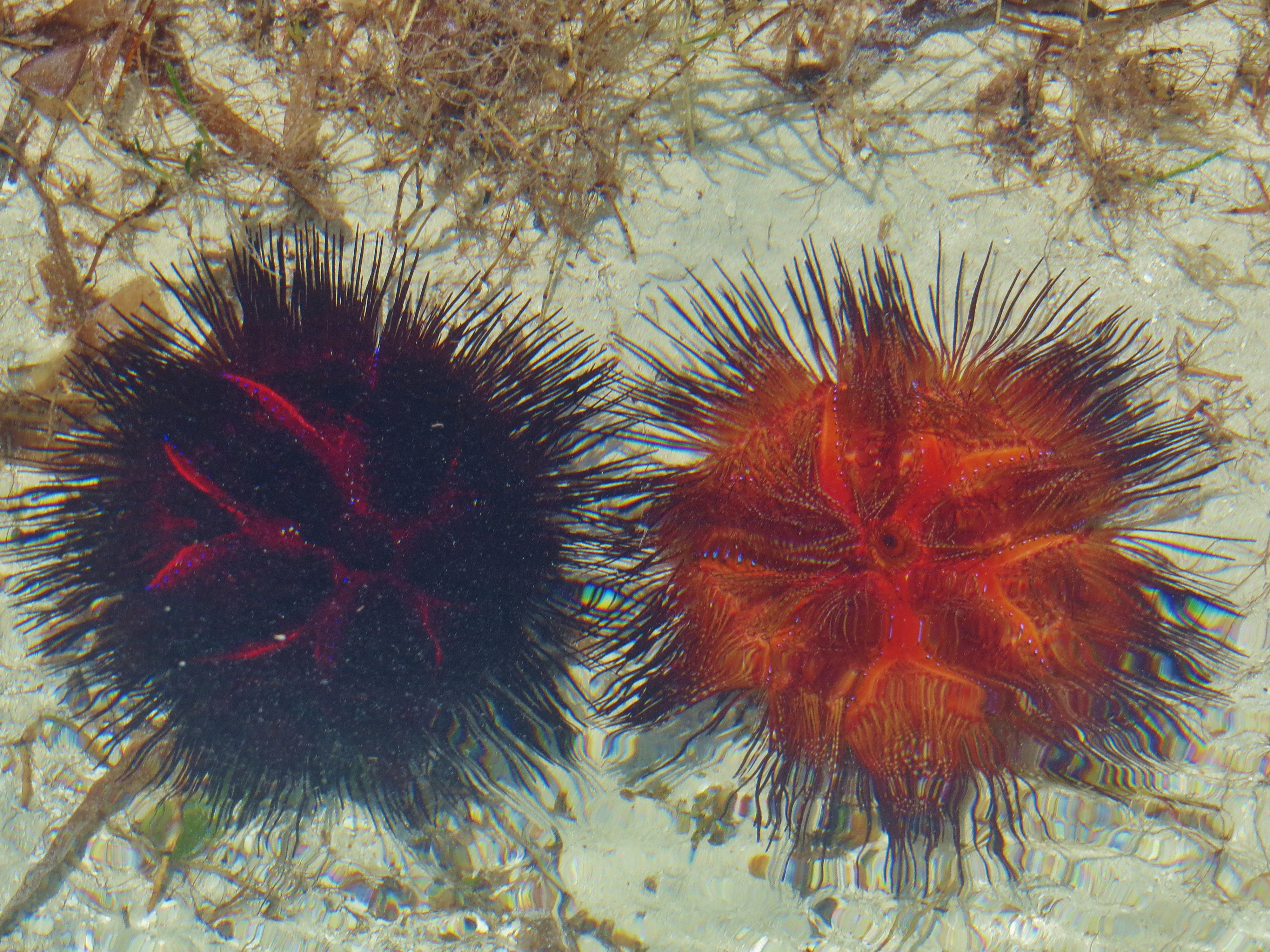
Forma negra e forma vermelha (Quénia).
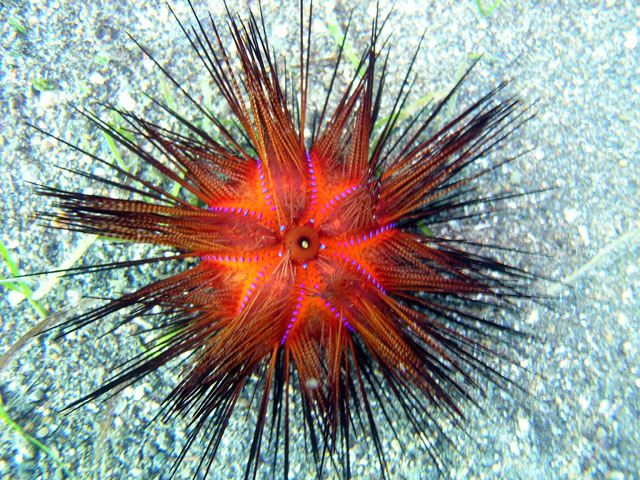
Forma laranja (Filipinas).
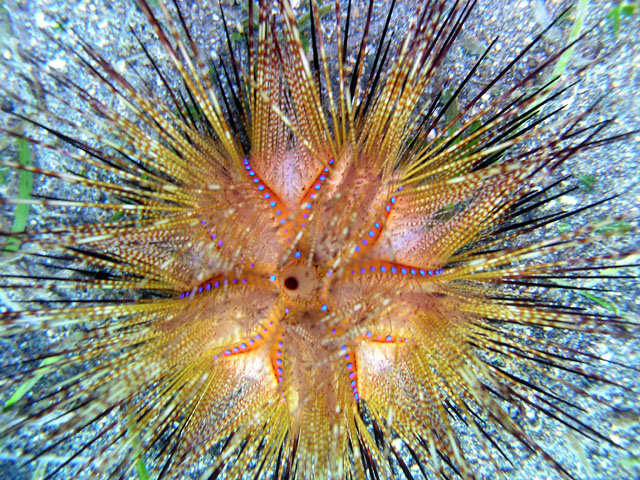
Forma clara (Filipinas).
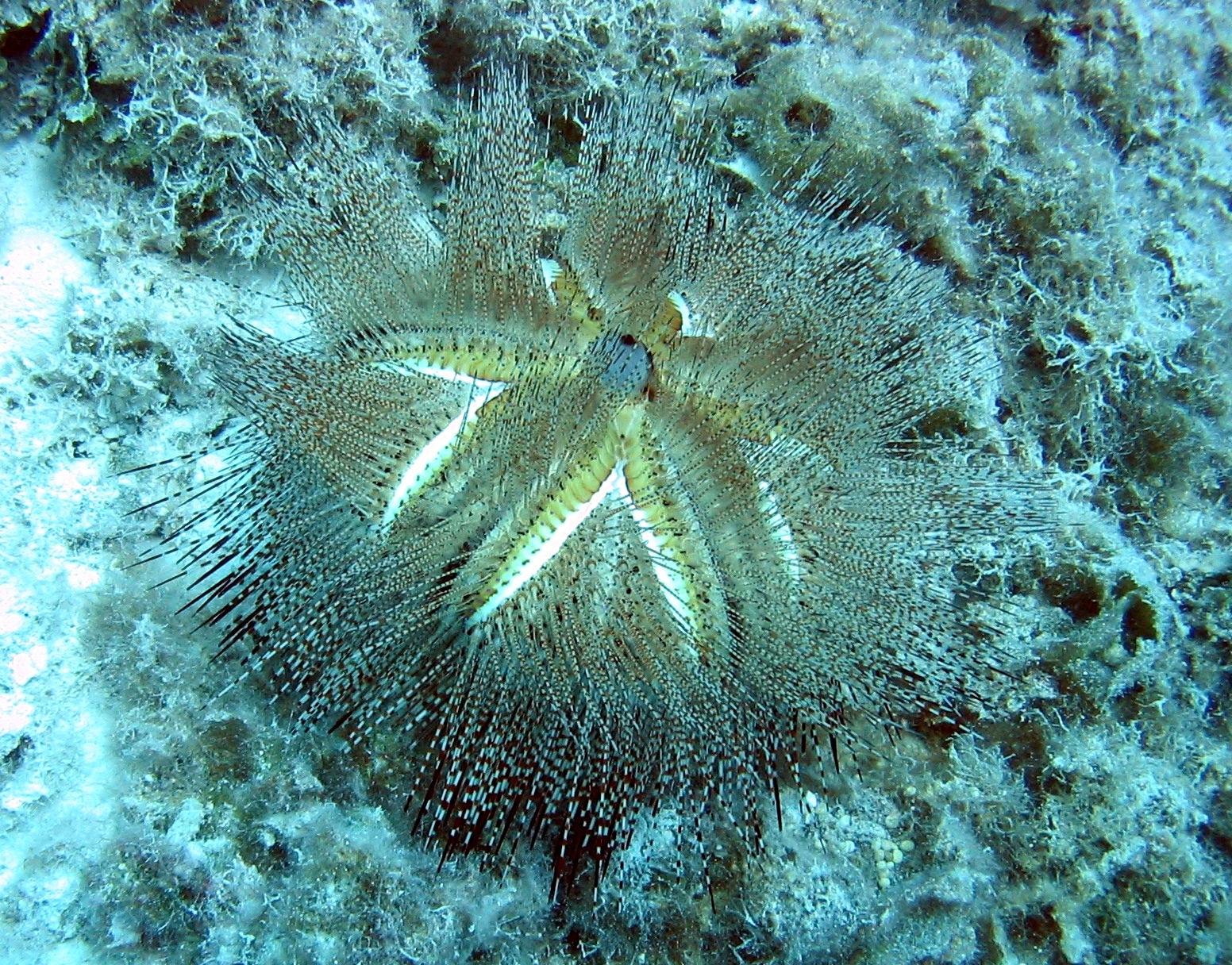
Forma branca (Hawaii).
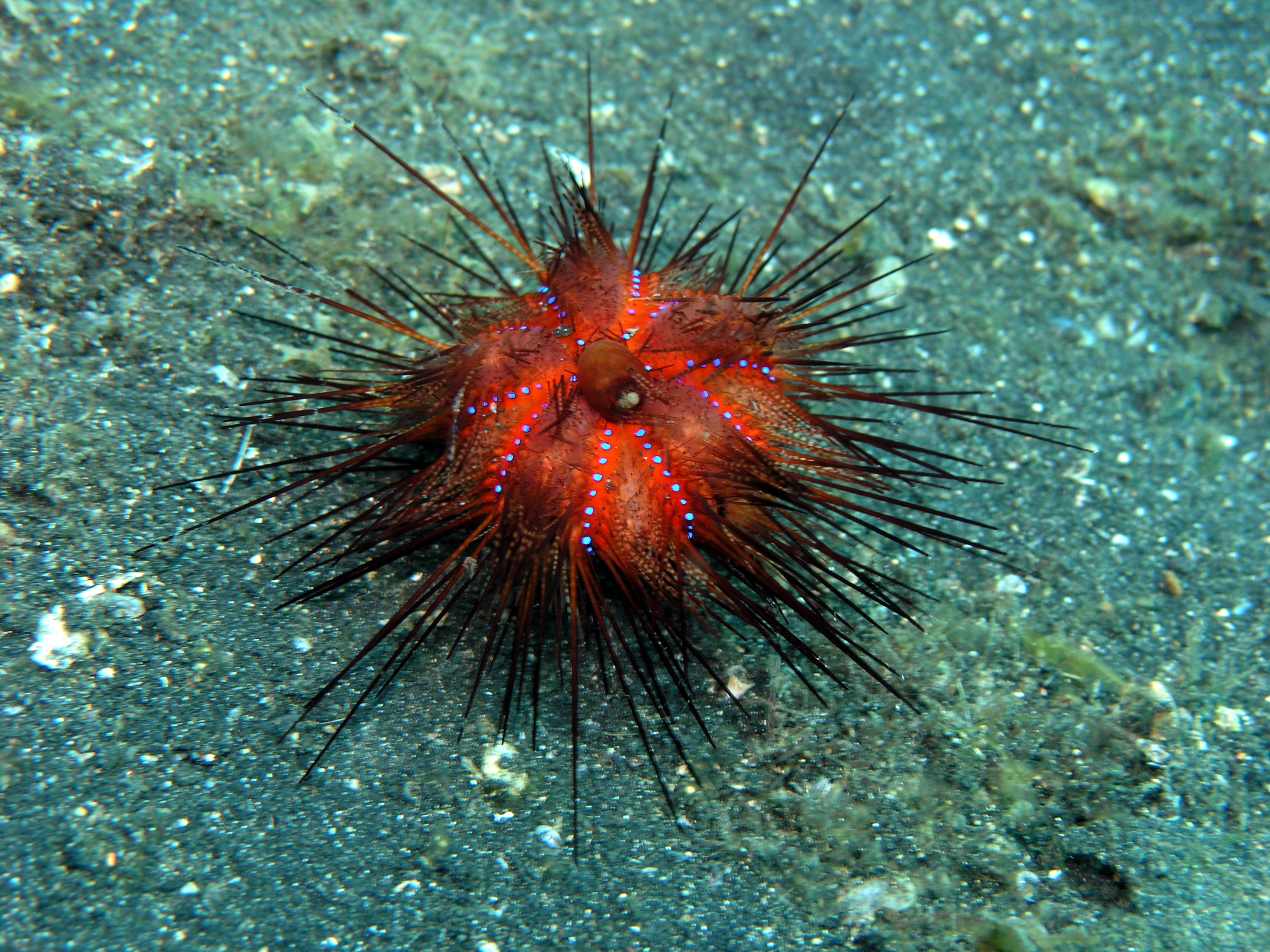
Juvenil (Indonésia).
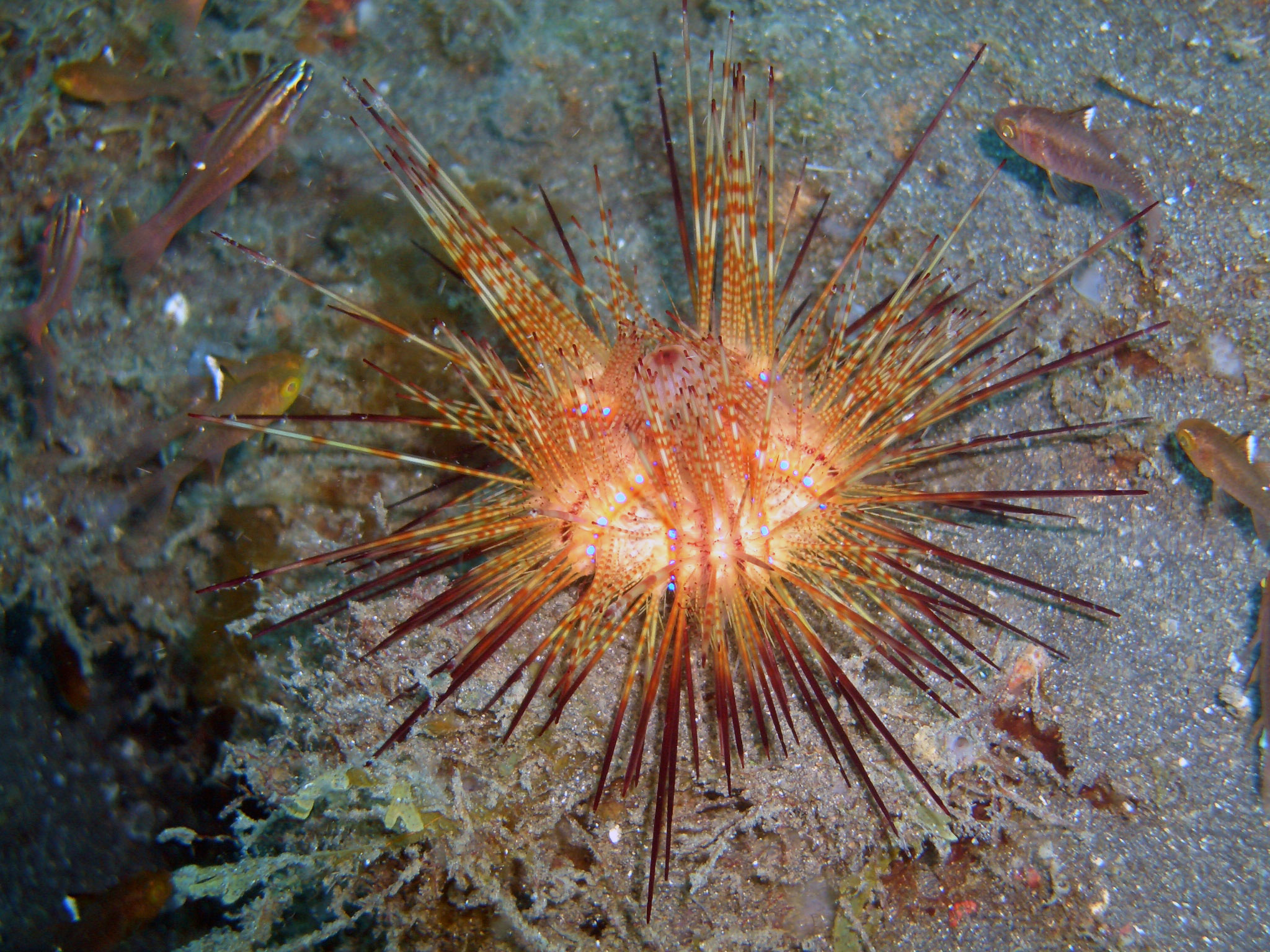
Juvenil de coloração clara.